# Невьянская находка
«Невьянская находка» — человеческие эмбрионы, найденные в июле 2012 года в Невьянском районе Свердловской области, в двух километрах от посёлка Аник.

## Находка
Вечером 22 июля 2012 года около посёлка Аник, примерно в пяти километрах от Серовского тракта, местными жителями в лесном овраге были обнаружены четыре пластиковые бочки с человеческими эмбрионами.
На место происшествия выехала следственно-оперативная группа в составе сотрудников Невьянского ОВД, эксперта-криминалиста и представителей территориального следственного отдела СУ СК России по Свердловской области.
Прибывшие полицейские насчитали более 50 человеческих эмбрионов, обработанных формалином и помеченных бирками. На некоторых хорошо сохранившихся бирках можно было прочесть числа 14, 24, 27, 40. При падении в овраг с бочек соскочили крышки, и часть содержимого ёмкостей оказалась на земле.
Поскольку полицейские прибыли к месту обнаружения находки практически в темноте, на следующий день, по указанию начальника ГУ МВД России по Свердловской области генерал-лейтенанта полиции Михаила Бородина, был проведён повторный, более тщательный осмотр оврага. Для установления возраста эмбрионов к начавшейся проверке были привлечены медицинские работники. Помимо полицейских, на месте находки побывали главный врач центральной городской больницы Невьянска Андрей Елфимов, прокурор города Валерий Толмачёв, представитель территориального отдела Роспотребнадзора Алексей Кондратьев и министр здравоохранения Свердловской области Аркадий Белявский со своим заместителем.
К вечеру было обнаружено 248 эмбрионов, каждый размером примерно в половину ладони. Для проведения патологоанатомического исследования все эмбрионы были помещены в морг города Невьянска.
Полицейскими было установлено, что найденные эмбрионы практически мумифицированы, их смерть наступила на 22 — 26 неделе беременности. Также в лесном овраге были найдены 113 бирок с наименованиями лечебных учреждений, конкретными датами и фамилиями женщин.
Полиция направила в областной Минздрав запрос о предоставлении данных о том, что означают обнаруженные на частично сохранившихся бирках аббревиатуры и цифры и с какой конкретно организацией у больниц был заключён договор на утилизацию биологических отходов.
В ряде СМИ появлялись сообщения, что бочки с эмбрионами были привезены на машине муниципального предприятия «Спецавтобаза», принадлежащего администрации Екатеринбурга. Однако руководство «Спецавтобазы» опровергло эту информацию, заявив, что в 2012 году предприятие не занималось сбором и утилизацией медицинских отходов по причине проигранных конкурсов на выполнение данных работ и, кроме того, ни одна машина «Спецавтобазы» не покидала пределы территории, административно подчинённой городу Верхней Пышме.
3 августа на месте обнаружения останков православными верующими был отслужен молебен и установлен поклонный крест. В ходе видеосъёмки молебна корреспондентом «Четвёртого канала» Евгением Рянцевым было найдено ещё три тела.
Полиция отказалась возбуждать дело по факту находки. Однако прокуратура, изучив материал, направила его обратно в полицию с указанием возбудить уголовное дело по статье 254 Уголовного кодекса РФ «Порча земли», поскольку формалин, которым были обработаны эмбрионы, попал на землю.

## Версии происхождения эмбрионов

### Абортивный материал из больниц
По словам руководителя Кировградского межрайонного следственного отдела Григория Казеко, в бочках находились так называемые «медицинские отходы» от абортов. Однако неизвестно, почему они оказались в лесу. Высказывались предположения о попытке сокрытия нелегальных абортов. Об этом говорила, в частности, депутат Государственной думы Елена Мизулина:

Не исключается, что ожидали какую-то проверку от надзирающих медицинских или правоохранительных органов, поэтому срочно избавлялись от вещественных доказательств. Очень многое указывает на криминальный характер действий медиков, которые привели к такому большому числу неродившихся детей.
Начальник Главного управления МВД по Свердловской области Михаил Бородин дал указание проверить все ближайшие медицинские учреждения.

### Выкидыши
По данным некоторых информационных агентств, найденные на эмбрионах бирки могут говорить о том, что это результаты выкидышей: по словам источника, близкого к руководству Екатеринбургской клинической больницы № 40, подобные бирки в родильных отделениях вешаются на любой эмбрион для отчётности.

### Препараты для исследований
По версии полиции, найденные эмбрионы использовались для лабораторных исследований 39-летней Натальей Мокажановой, доцентом кафедры анатомии Уральской государственной медицинской академии, и были украдены ею при увольнении. Было предварительно установлено, что сотрудница УГМА защищала диссертацию и брала из морга эмбрионы до 500 граммов для научных исследований. По состоянию плодов специалисты определили, что в морг они попали ещё в 2003 году. По словам руководства академии, учёта эмбрионам нет. В пользу того, что под Невьянском были найдены эмбрионы из УГМА, говорит факт обработанности их формалином. В апреле из УГМА уже пропали несколько препаратов.
Однако эта версия была поставлена под сомнение самими членами следственной группы, поскольку нелогично, да и физически невозможно, чтобы одна женщина вывезла четыре 50-литровых бочки. Согласно анонимно опубликованному сообщению оперативного сотрудника полиции, эмбрионы в УГМА после опытов относили в подвал и складывали в бочки. Так продолжалось несколько лет, пока в академии не начался ремонт, и сотрудники решили избавиться от ненужного материала. Поскольку нанимать специализированную фирму для вывоза эмбрионов дорого, по версии анонимного оперативника, бочки просто отвезли подальше от города и выбросили.
Полиция направила в адрес ректора УГМА представление с требованием выяснить, кто именно вывез эмбрионы в лес, и привлечь этих сотрудников к строгой дисциплинарной ответственности за халатность.

### Материал для создания вакцин
Некоторыми гинекологами высказывалось предположение, что эмбрионы могли быть неиспользованным материалом для создания вакцин.

## Реакция

### Министерство здравоохранения
Согласно заявлению Министерства здравоохранения Российской Федерации, «случившееся, безусловно, вызывает возмущение, так как является грубым нарушением принципов как медицинской, так и общечеловеческой этики». Вероника Скворцова, министр здравоохранения, дала поручение Росздравнадзору провести проверку организации работы всех медицинских учреждений, откуда могли быть вывезены эмбрионы. По словам министра, введение в России закона «Об обращении биомедицинских клеточных продуктов» поможет избежать повторения подобных ситуаций. Скворцова сообщила, что этот закон, который есть в каждой стране, готов и у нас, дважды вносился в правительство и прошёл два полных цикла обсуждения и доработки. Глава Минздрава подчеркнула, что данный законопроект согласован всеми федеральными ведомствами, медицинским и академическим экспертными сообществами.

### Патриарх Кирилл
Как сообщил Владимир Легойда, председатель Синодального информационного отдела Московского Патриархата, «патриарх Кирилл с глубокой скорбью принял известие об этом происшествии и призывает всех верных чад Русской Православной Церкви молиться о том, чтобы их соотечественники одумались и положили конец как чудовищному по своему размаху и обыденности умерщвлению детей в материнской утробе, так и варварскому отношению к останкам нерождённых людей».

### Ольга Баталина
Необходимо провести тщательнейшее расследование и по его итогам сделать соответствующие выводы. Я надеюсь, что Следственный комитет найдёт, где это произошло: в каком населенном пункте, в какой конкретной больнице, и кто смог организовать преступную деятельность. И тогда уже совместно с Министерством здравоохранения депутатам Государственной думы необходимо будет принять соответствующие оргвыводы и провести своё расследование, выяснить, почему это стало возможным и что нужно сделать, чтобы предотвратить убийства нерождённых детей на законодательном уровне.Ольга Баталина, первый заместитель председателя комитета Госдумы по вопросам женщин, семьи и детей

### Акции протеста
28 июля 2012 года екатеринбургское отделение Международного движения против абортов «Воины Жизни» провело у входа в местный Центр планирования семьи и репродукции пикет, посвящённый «Невьянской находке», а также «протесту против надругательства над останками малышей, погибших в результате абортов и выкидышей»: участники акции принесли кукол, символизирующих нерождённых детей. Как заявил руководитель движения Дмитрий Баранов, «с точки зрения закона считается, что ребёнок до рождения — это биоматериал, но это неправильно, фактически речь идёт о людях».

### Память
26 июля 2014 года в память обнаружения тел нерожденных младенцев православные Екатеринбургской епархии провели в часовне Детских душ при храме Преображения Господня молебн и, после этого, автопробег.

## Вопрос захоронения эмбрионов
Когда во время молебна на месте обнаружения эмбрионов были найдены ещё три тела, у собравшихся верующих возникло предложение похоронить их «по-человечески». Однако осуществить это не удалось, поскольку следствие на тот момент ещё не было закончено. О юридической возможности осуществления подобного захоронения высказался Максим Стародубцев, член правления общественной организации по защите прав пациентов «Здравоохранение»:

Формально «утилизированные» плоды — это невостребованные трупы. Но, в отличие от «обычных» трупов (взрослых), у них нет «паспортных» данных. И потому, насколько я понимаю, существует правовая проблема их захоронения. А ведь это и де-факто и де-юре — плоды. То есть люди, не «зародыши». Насколько мне известно, в ряде западных стран их отдают родителям и те могут захоронить ребёнка в семейной могиле. У нас это юридически корректно сделать, я так понимаю, невозможно. И потому детские трупы могут скапливаться в больницах, которые никак не предусмотрены для их хранения.
По действующему российскому законодательству на отделённого от организма матери ребёнка, не соответствующего установленным критериям рождения (срок беременности менее 22 недель, масса тела менее 500 граммов либо длина тела менее 25 см, если вес неизвестен) и не прожившего 168 часов, не выдаётся свидетельство о рождении. Такой ребёнок юридически не признаётся человеком, его тело не выдаётся родственникам для погребения. Несмотря на общественное возмущение, вызванное невьяновской находкой, порядок захоронения абортивного материала впоследствии не изменился.

## Аналогичные случаи

### Мёртвые зародыши в буддийском храме Бангкока
В ноябре 2010 года 348 человеческих эмбрионов были обнаружены в усыпальнице буддийского храма в столице Таиланда после того, как жители района пожаловались властям на поступавший из храма неприятный запах. Найденные полицией останки в полиэтиленовых пакетах, предположительно спрятанные для сокрытия нелегальных абортов, хранились в усыпальнице храма около года. В ходе расследования стало известно, что эмбрионы доставляла в храм 33-летняя Ланчакон Чантаманат. Её арестовали в ходе полицейской операции в трёх медицинских клиниках округа Тхонбури, где было найдено ещё более 1500 человеческих зародышей. Чантаманат показала, что была нанята несколькими клиниками для транспортировки зародышей, чем она занималась в течение 5 лет, получая 500 бат (около $17) за одну поездку. Позже Чантаманат сама делала пациенткам аборты по цене 5000 бат (около $167), если срок беременности не превышал 3 месяцев, и 30 000 бат (около $1000) на сроке свыше 5 месяцев.

### Контейнеры в урановой шахте в Усть-Каменогорске
В январе 2012 года во время выемки радиоактивных отходов на шахте в Усть-Каменогорске на востоке Казахстана рабочими были обнаружены три больших контейнера, заполненные 29 мертворождёнными, абортированными и умершими младенцами, а также ампутированными конечностями и изъятыми внутренними органами.

### Запечённые эмбрионы у британского гражданина в Бангкоке
18 мая 2012 года полиция Бангкока арестовала гражданина Великобритании 28-летнего Чжоу Гункуня, в гостиничном номере которого был обнаружен чемодан с шестью запечёнными в духовке и обёрнутыми в фольгу человеческими эмбрионами. Было выяснено, что британец тайваньского происхождения купил зародышей в Таиланде за несколько дней до этого за $6500 и упаковал их таким образом, чтобы отправить на Тайвань и перепродать там в шесть раз дороже. Люди, которым Гункунь собирался продать эмбрионы, верили, что это «принесёт им удачу и богатство».

### Зародыши в банках в Соликамске
26 августа 2014 года две местные жительницы, вышедшие прогуляться с детьми, обнаружили лежащие у свалки мусора пять стеклянных банок с законсервированными человеческими эмбрионами на разной стадии развития и с различными патологиями. Из Соликамского центра медицинской профилактики сообщили, что во время переезда из бывшего помещения центра пропала коробка, в которой находились учебные экспонаты. «Это заготовки были, притом, дефектные, поэтому они и оказались в отдельной коробке», — рассказала главврач клиники Елена Пономарёва. В пресс-службе краевого СУ СКР журналистам заявили, что найденные образцы являются не биологическим материалом, а муляжами.

### Груз для ритуала в аэропорту Майами
В марте 2012 года в международном аэропорту Майами представители таможенно-пограничной службы США обнаружили при досмотре багажа двух женщин, вернувшихся из Гаваны, два человеческих эмбриона. Зародыши предназначались неизвестному лицу в Майами для использования в ритуалах одного из синкретических католико-африканских культов, подобного сантерии, широко распространённой на Кубе.